# Renata Pezzatti
Renata Pezzatti (Florència, 1887 - ?) fou una mezzosoprano italiana.
Probablement va debutar el 1904 al Teatre Metastasio de Prato a Lucrezia Borgia. La Temporada 1925-1926 va cantar al Gran Teatre del Liceu de Barcelona.